# Lorenzo Pasinelli

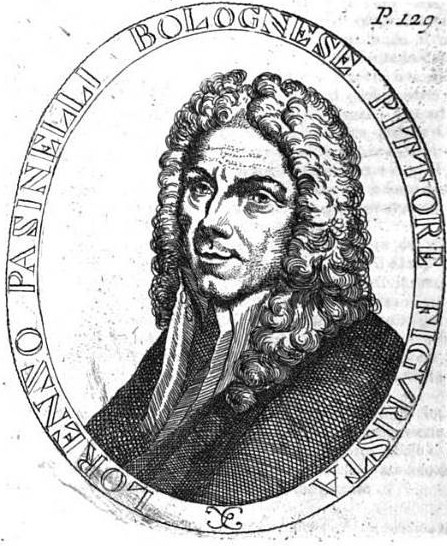
Lorenzo Pasinelli

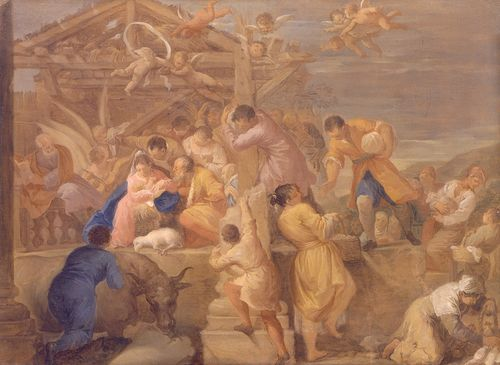
Lorenzo Pasinelli: Die Anbetung der Hirten. Pinacoteca Nazionale di Bologna

Lorenzo Pasinelli (* 4. September 1629 in Bologna; †  4. März 1700 ebenda) war ein italienischer Maler der Bologneser Schule.

## Leben
Lorenzo Pasinelli begann seine künstlerische Ausbildung in der Werkstatt von Simone Cantarini und studierte danach in Rom. Er gründete eine eigene Schule, die bis 1699 aktiv blieb. Von 1644 bis 1658 beauftragte der Prior der Certosa di Bologna, Don Daniele Granchio, einige bedeutende Künstler, die in der Stadt Bologna tätig waren, einen Zyklus mit den Geschichten des Lebens Christi für die Dekoration der Kirche von San Girolamo zu erstellen. Pasinelli wurde nach Mantua, Turin und Rom berufen und kehrte dann wieder nach Bologna zurück. 
Zu seinen Schülern gehörten Gian Antonio Burrini, Teresa Muratori, Giovan Gioseffo Dal Sole, Giovanni Pietro Zanotti, Giuseppe Maria Mazza, Antonio Lorenzini und Donato Creti.

## Werke
Unter seinen Gemälden mit heiligem Thema befinden sich das Wunder des Heiligen Antonius in der Basilika San Petronio in Bologna sowie eine Heilige Familie und eine Auferstehung der Toten für die Kirche San Francesco. Von großer Bedeutung ist das Gemälde mit dem Wunder der Heiligen Ursula der Pinacoteca Nazionale di Bologna.